# Chaconne
Chaconne (tiếng Pháp: [ʃaˈkɔn]); tiếng Tây Ban Nha: chacona; tiếng Ý: ciaccona (tiếng Ý: [tʃakˈkoːna]) là một loại tác phẩm âm nhạc phổ biến trong thời kỳ Baroque. Ban đầu Chaconne như là một điệu nhảy phát triển ở Tây Ban Nha vào thế kỷ 16 và bắt đầu phát triển thành phong trào.